# Homer (Lokve)
Homer je naselje u Hrvatskoj u općini Lokvama. Nalazi se u Primorsko-goranskoj županiji.

## Zemljopis
Zapadno je Lokvarsko jezero, istočno su Lokve, jugoistočno je Sleme, istočno je Sopač i park-šuma Golubinjak, sjeverno je Lazac Lokvarski, južno su Vrata.

## Stanovništvo
Na popisu stanovništva 2011. godine, Homer je imao 283 stanovnika.
| broj stanovnika | 350   | 274   | 243   | 299   | 263   | 292   | 264   | 290   | 261   | 837   | 399   | 353   | 359   | 330   | 290   | 272   | 225   |
|                 | 1857. | 1869. | 1880. | 1890. | 1900. | 1910. | 1921. | 1931. | 1948. | 1953. | 1961. | 1971. | 1981. | 1991. | 2001. | 2011. | 2021. |